# 串刺し
串刺し（くしざし）とは、串など棒状や杭状の物で刺し貫くことであり、さらに、そのような状態やその状態にあるものを指す言葉である。

## 様々な串刺し
人間の食料として調理する際の調理方法、自然災害や人災による事故、犯罪行為の巻き添え被害などによって否応無くその状態になることもあれば、故意に行われる場合もある。
豚・鶏などの丸焼きや、鶏肉を串刺しにして焼く焼き鳥や串焼きに限らず、食材を串刺しにする習慣は世界中に偏在する。
また、狩猟や漁撈、戦争・喧嘩・試合・競技等で、矢や吹き矢、槍・銛などのほか、落とし穴の仕掛けなどで体を貫かれれば、狩猟対象であれ、交戦相手・対戦相手であれ、刺された状態は「串刺し」である。
ほかにも、昆虫を始めとする節足動物の標本を作る専門的および一般的方法として、虫ピンによる串刺しがある。
あるいはまた、箱詰めにした美女の体を剣で刺し貫いてみせたり、仰向けになった美女の胴体を屹立した1本の杭で刺し貫いたり、奇術師が長い剣を口から呑み込んでみせたりといった奇術（インペイルド）は、串刺しを刺激的な題目とした見世物の定番であり、19世紀後半に考案されて以来、その人気は時代を超えて衰えを知らない。
仮の標的となる人（主として美女（ターゲットガール）や少年であるが、それらに限るものではない）を本当の標的の間近に立たせておいて、投げナイフや普通サイズの刀剣を投げ付けるなどして際どい所を射てみせる、インペイルメント・アートも、欧米ではその呼称からして串刺しに類義と捉えられている。
「串刺し」という言葉は、動植物の料理やショーだけではなく、拷問や刑罰の形で人体に加えられる「死に至る加害行為」としての串刺しも含まれる。また、呪術等の宗教的行為として、供犠動物に対してそれを行うケースもある。
本項では、これ以降、人間に対して故意に行われる加害行為としての串刺しについて解説する。

## 串刺し（加害行為）
ここで言う串刺しとは、長い棒や杭でもって対象者の体を刺し貫くことであり、拷問や死刑の方法として行われるものである。歴史時代を通じて世界に広く行われてきたこの行為は、人道主義が浸透しつつある現代にあっては国際世論と監視の目が断じて認めていないものの、それらが及ばないところで、猟奇的犯罪、あるいは「人道に対する罪」として行われる可能性までを否定することはできない。
古代エジプトのように腹部を刺し貫く方法もあるにはあるが、世界の多くの地域における通常的な方法では、棒の挿入は直腸もしくは口から行われ、対象者に苦痛と速やかな死をもたらす。通常、棒は木のように地面に立てられ、棒で刺された犠牲者は、死に至るまで、地面の上に放置される。手順としては、犠牲者は串刺しの前に、公開拷問および暴行を含む刑を受けた後、衣服を剥ぎ取られる。次に、生殖器と直腸の間にある会陰部に切り口を開けられ、そこに先端を丸くした丈夫な棒を挿入される。丸い先端は生命維持に必要な器官（臓器）を圧しながら口のほうに押し込まれる。先端が尖っているときは、器官に穴を開け、死を早めることもある。棒の代わりに手頃な枝が使われることもしばしばあった。
犠牲者の体が棒を滑り落ちないように、棒を胸骨の頂点から飛び出させ、下顎に当てることも少なくなかった。また、途中まで刺してから、犠牲者を地面の上に持ち上げることもよくあった。

### 歴史
串刺しの使用は、例えば、古代エジプト、アッシリア、ペルシア帝国といった古代オリエント文明で、処刑の一形式として使われ、それは文書（粘土板、パピルス等）や彫刻によって確認できる。
古代エジプトのパピルス・アマーストには、「ファラオのピラミッドを荒らすことに対する処罰」は極刑であるとして「串刺し刑」を意味するシンボルが記されている。
古代ギリシアの歴史家ヘロドトスの著書『歴史』によると (3.159)、ダレイオス1世はバビロンの反乱を平定した際、3,000人のバビロニア人を串刺しにしたということである。この処刑についてはベヒストゥン碑文にも言及されている。古代ローマでは、串刺しを表すのに、磔（はりつけ）という言葉が使われることもあった。古代の著作家たちはカルタゴで、戦場での背信と失敗に対する極刑として、他の拷問刑と組み合わされて、磔（おそらく串刺しのことであろう）の使用が行われたと記録している。
古代日本においても串刺しを朝廷が命じた例はあり、『日本書紀』に記述される捕鳥部万である。その記述によれば、万の死体を八つ切りにした後、串刺しにし、八つの国にさらせと命じたが、万の飼っていた忠犬の行動により、串刺しは止められ、墓が作られたとされる。
串刺しは、ヨーロッパでは中世を通じて盛んに実行された。また、同時代のアジアでも同様であった。
13世紀以降、ユーラシアに世界帝国を築いたモンゴル軍もこの方法を使用している。
ポーランド・リトアニア共和国でも、14世紀から18世紀にかけての間、串刺しは重大な内乱罪に対する伝統的な処刑方法であった。
15世紀のワラキア公ヴラド・ツェペシュは、オスマン帝国の首都コンスタンティノープルに人質として差し出されていた時代に串刺しによる殺害方法を学び、1462年に自領で覇権を握った後、これを侵略国オスマン・トルコの捕虜や自領民に対して大々的に実行するなどして、国の内外で怖れられる人物となった。敵国および政敵との心理戦の側面も多分にあったと考えられるが、一説にその激しさは「首無しの腐乱死体と串刺し刑死者からなる2万人の遺体がドナウ河畔に“森”を造った」と形容されるほどであったという。さらに後世、その残虐性に脚色が加えられて伝説が創られた。
16世紀、ロシア・ツァーリ国のイヴァン雷帝もこの方法の主要な使用者として伝説になっている。日本でも、戦国時代末期（16世紀末期）に、武をもって天下統一を図る織田信長が用いたという説がある（詳しくは別項「浅井万福丸」を参照のこと）。羽柴秀吉は天正5年（1577年）に上月城攻略後、女子供200人の内、子供は串刺しにし、女は磔にしたと書状を信長に送っている。
17世紀のスウェーデンでも、デンマークの旧地方、スコーネのレジスタンス・メンバーに対する死罰として、串刺しが用いられた。そこでは、棒は被害者の脊柱と皮膚の間に挿入され、被害者が死に至るまで4日から5日かかったらしい。
南部アフリカのズールー人も、任務に失敗したり臆病であったりした戦士に対する処罰の一つとして串刺しを用いた。1816年にズールー王国を興したシャカ・ズールーは、幼少期の自分を虐待した部族内の人間に対して、串刺し等の極刑でもって報復し、粛清した。
ベトナム戦争においても、落とし穴の中に尖った杭を打ち込み、嵌った敵を串刺しにするトラップが使用された。

### 加害行為としての串刺しのギャラリー

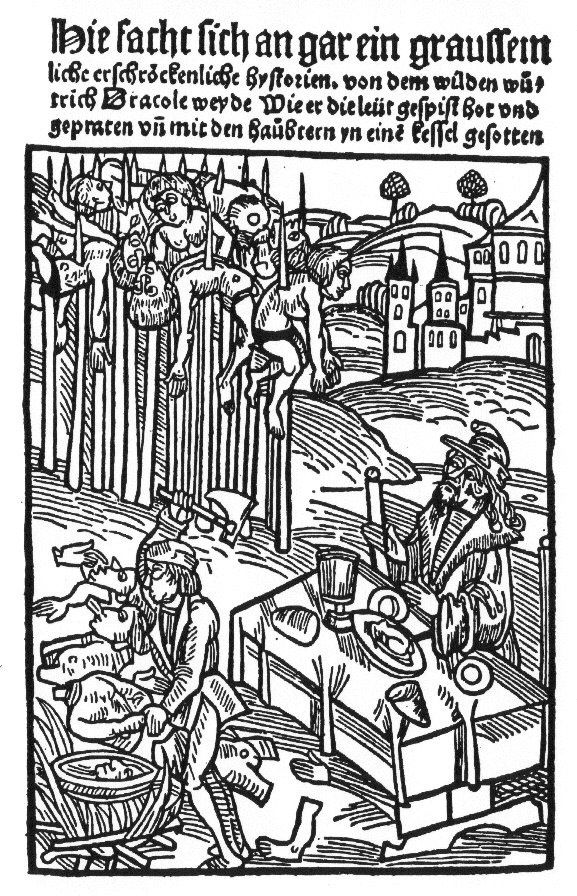
ヴラド・ツェペシュによる大量虐殺を描いたもの／1500年に刊行された文献に見える木版画挿絵。
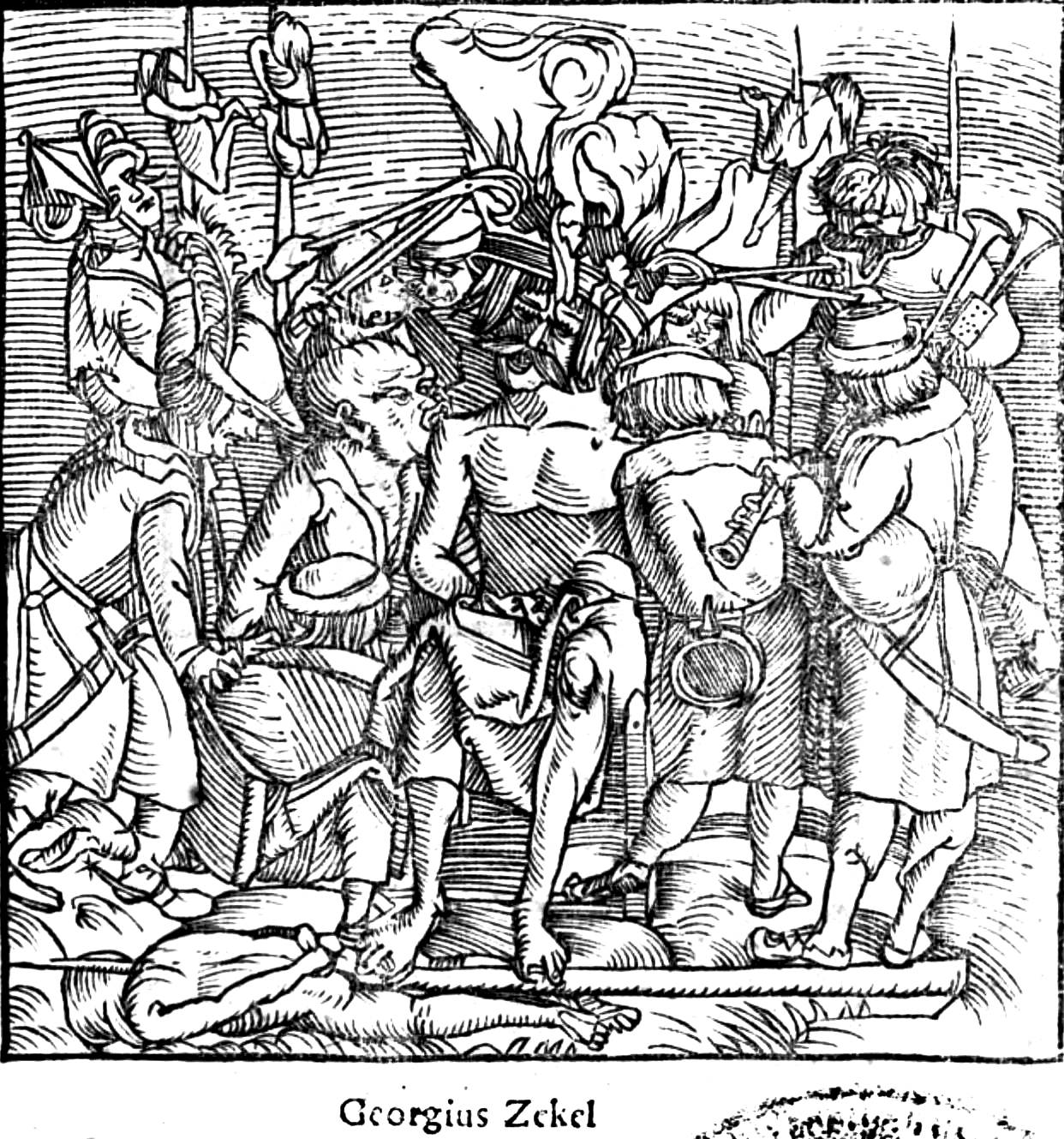
1514年7月20日、ハンガリーの殉教者ドージャ・ジェルジは、反乱軍によって灼熱の王冠を被らされ、熱く焼かれた王笏が杭のように突き立てられた玉座に座ることを強いられ、苦悶のうちに絶命したと伝えられる。
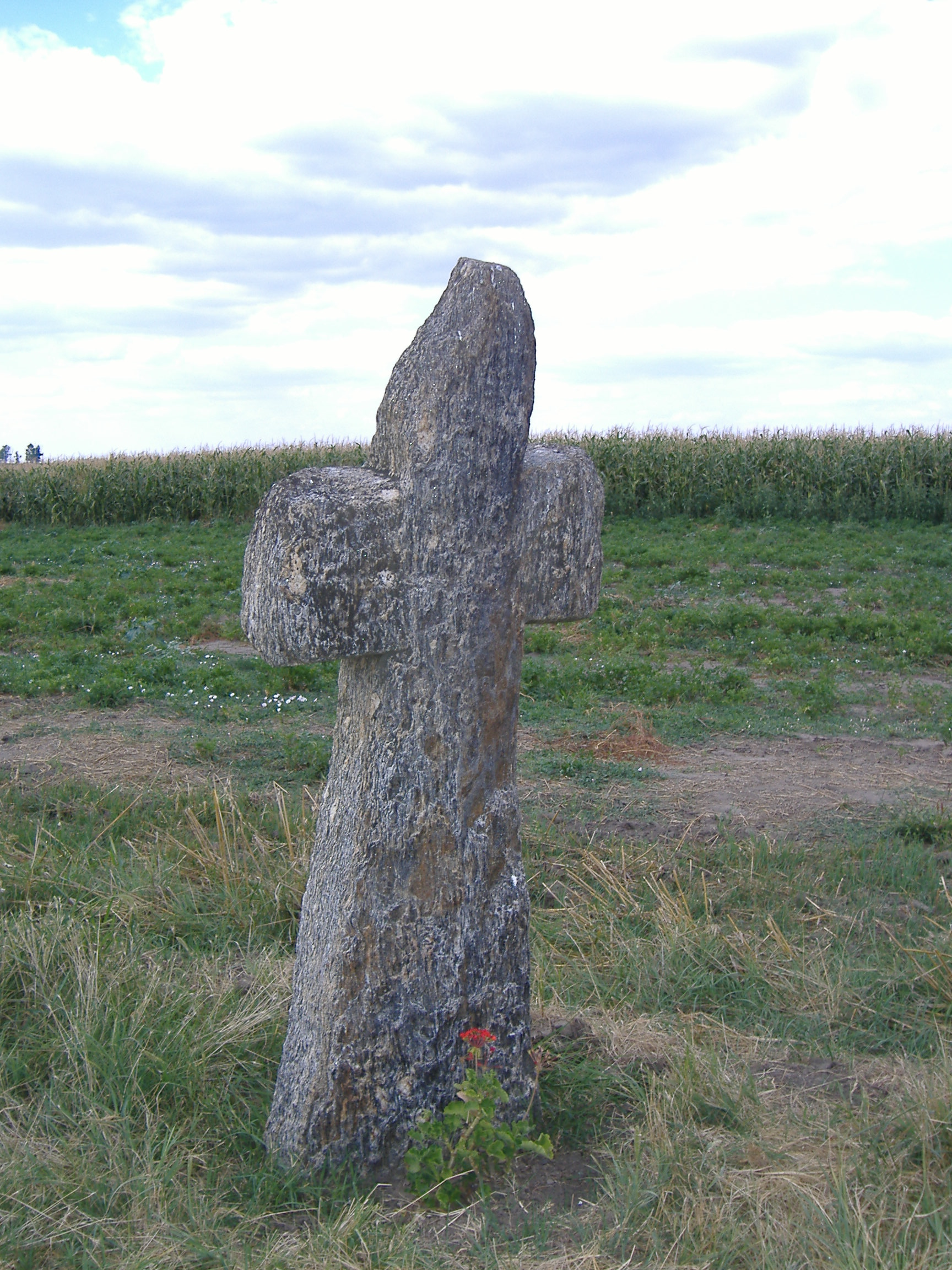
ドージャ・ジェルジの殉教地であり、反乱軍によって支配者層の人たち数千人が串刺し刑や磔刑・その他の方法で虐殺された、ハンガリー南部はチョングラード県のMagyarcsanád村には、クマン人の十字 (Kunkereszt, "Cuman cross") が建立されている。
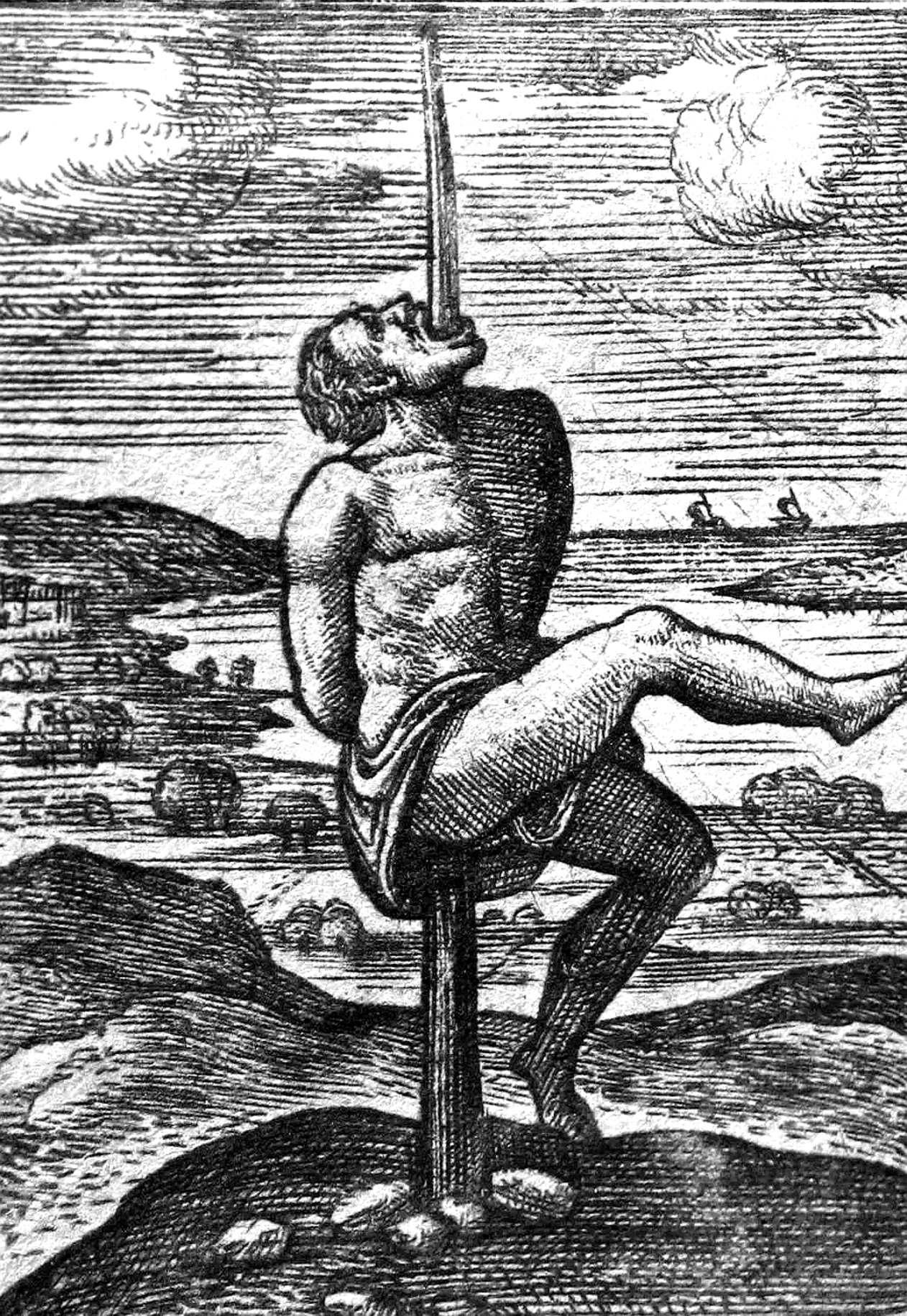
1593年頃、串刺し刑に処された人 ユストゥス・リプシウスの文献（1596年刊）に見る挿絵。

## 類似性のあるもの
自白を強要する拷問器具の一種であるユダの揺籠は、対象者を滑車とベルトで吊るし上げておいて下から突き上げることで苦痛を与える装置であり、鋭く尖った三角錐形の木製の台座が直下に置かれているため、犠牲者は自身の体重によっても苦しめられることになるというもの。拷問の実行者は、滑車と繋がったロープで体重の掛かり具合や位置を調整することができる。

## 関連する創作作品
- 映画『食人族』